# Münzrecht
Das Münzrecht war vom Mittelalter bis zur Frühen Neuzeit (oder noch später) „die Befugnis, Münzen zu prägen und das Geldwesen im eigenen Herrschaftsbereich zu regeln.“

## Geschichte
Im Mittelalter gab es zwar zeitweise eine Vielzahl von Münzstätten, und gleichartige Münzen konnten unterschiedliche Werte haben, je nachdem wer sie geprägt hatte, aber es gab doch gewisse Regelungen im Münzwesen.
Das Recht, Münzen zu prägen, wurde im Heiligen Römischen Reich vom Kaiser einzelnen Lehensfürsten und Städten verliehen. Wie schon im Frankenreich Karls des Großen, hatte das Reich zunächst selber die Münzen geprägt. Seit dem 10. Jahrhundert wurde immer mehr Lehensträgern und Institutionen das Münzrecht erteilt. Beispielsweise verlieh Kaiser Otto I. es 1039 dem Erzbistum Köln. Im 16. Jahrhundert hörte das Reich auf, selber Münzen zu prägen, und gab nur noch den Rahmen vor.
In Königreichen vergab in ähnlicher Weise der König das Münzrecht.
Einzelnen Klöstern von überregionaler Bedeutung wurde vom Papst das Münzrecht erteilt, so 1058 der Abtei Cluny.
Ein besonderes Ereignis der sächsischen Münzgeschichte war die Errichtung einer eigenen Münze durch Kurfürst Friedrich II. in Colditz für seine Gemahlin und die Vergabe des Münzrechts an sie. Als Ausgleich für das ihr als geborene Erzherzogin von Österreich zugesagte hohe Leibgedinge war ihr der Schlagschatz oder ein bestimmter Anteil an ihm aus der Colditzer Münze zugestanden worden. Die sich abzeichnenden zukünftigen Schwierigkeiten (siehe Schwertgroschen) mögen den Kurfürsten veranlasst haben, ein Jahr vor seinem Tod beim Kaiser Friedrich III. zu bewirken, dass seine Gattin das Münzrecht in Colditz zugleich im Namen seiner beiden Söhne bis an ihr Lebensende erhielt.
Die sogenannten Hoym-Münzen sind Privatausgaben, deren Herstellung zu privaten Zwecken erfolgte. Sie wurden wegen „Münzvergehen“ eingeschmolzen.